# 교차로 (신문)
교차로는 대한민국의 생활정보신문으로 회사명은 인터넷 교차로이다. 대전에 있는 대덕 테크노밸리의 한 연구소에서 일하고 있던 한 사람이 실험기기를 구할 수 없어 서울에서 실험을 했으나 실제로 그가 찾던 실험기기는 자신의 연구소 옆 건물에 있었고 이를 계기로 생활정보신문을 발행하게 되었다는 일화가 전해지고 있다. 1989년 대전을 시작으로 전국에 발행을 하고 있으며, 중국, 미국, 일본에서도 발행되고 있다. 대한민국에서 가장 오래된 생활정보신문이다.